# 中佳文具
中佳文具株式会社（ちゅうかぶんぐ、浙江中佳文具有限公司、英語表記:JIANGYIN ZHONGJIA STATIONERY DEVELOPMENT.CO.LTD）は、中華人民共和国江陰市に本社を置く文房具・オフィス用品大手メーカー。
壁掛けホワイトボードから各種脚付きホワイトボード、掲示板、案内板、看板、スタンディングデスクなど多岐にわたる。

## 概要
中佳文具は1987年に、学校のデスク、チェア、掲示板、ホワイトボードメーカーとして、中華人民共和国江陰市に設立された、世界の50カ国のうち300校の学校にオフィス家具、文房具を提供していた。最近は、ホワイトボードなど、スタンディングデスクまでに急成長を遂げた。
起業当初の中佳文具の顧客は南京大学、江蘇大学、蘇州大学、省立税務学院、などの中国学校が中心であったが、2018年にアメリカ合衆国のブランドXIWODEを得た、世界中にインターネットを利用した上記商品の販売をはじめ、上記商品を対象とした海外事業も起業した。

## 取り扱い製品
主なブランド
- XIWODE - ホワイトボード、掲示板、案内板、看板、スタンディングデスク